# 愛と憎しみの彼方へ
『愛と憎しみのかなたへ』（あいとにくしみのかなたへ）は、1951年の日本映画。東宝の谷口千吉監督作品。

## あらすじ
極寒の地に聳え立つ北海道網走刑務所。ある嵐の激しい夜に、脱獄者が出た事を知らせるサイレンが鳴り響いた。その日の当直看守はたとえ相手が囚人であっても情けをかける事を忘れない人情家の久保部長であったが、日常から模範囚として信頼を寄せているオホツク不動の異名を持つ坂田五郎が今回の脱獄騒ぎの首謀者であるという事に、久保はしっくり来ないものを感じ取っていた。
事の次第を調べてみると、凶悪な囚人である生疵の助こと鎌田与助が、いつもいつも坂田に自分の脱獄計画を邪魔されるに業を煮やしたため、反対に彼を抱え込もうという計画を立てた事が判明。なんと伊達という囚人に、坂田の妻であるまさ江が医師の北原と不倫関係にあるという根も葉もないでっち上げの知らせを教えたため、それを聞いた坂田は事実を確かめたい一心で今回の脱獄騒動の首謀者となった事がわかった。
久保は、今回の事件の責任を取るべく辞職を決意していたが、事の一部始終を知るとどうにかして坂田に妻が濡れ衣を着せられているという事実を知らせて、坂田にこれ以上罪を犯すのを防いでやりたいと思い、捜査隊に参加して常に先頭に立ち、坂田たちのあとを追う…。

## キャスト
- 三船敏郎（坂田五郎）
- 水戸光子（坂田まさ江）
- 伊東孝（坂田誠）
- 池部良（北原浩二）
- 志村喬（久保部長）
- 小沢栄（鎌田与助）
- 上田吉二郎（真志保）
- 木村功（伊達）
- 稲葉義男（田村）
- 水谷史郎（木村）
- 田島義文（近藤）
- 三津田健（刑務部長）
- 清水元（捜査本部部長）
- 佐々木隆（看守長）
- 近藤宏（小島看守）
- 佐野浅夫（新聞記者A）
- 岡部正（新聞記者B）
- 篠田實（新聞記者C）
- 楠田薫（アイヌの娘）
- 大村千吉（歌う受刑者）
- 龍岡晋（飯場の親分）

## スタッフ
- 製作：田中友幸
- 監督：谷口千吉
- 脚本：谷口千吉、黒澤明
- 原作：寒川光太郎
- 撮影：玉井正夫
- 美術：北辰雄
- 音楽：伊福部昭
- 録音：藤好昌生
- 照明：岸田九一郎